# Nabożeństwo majowe

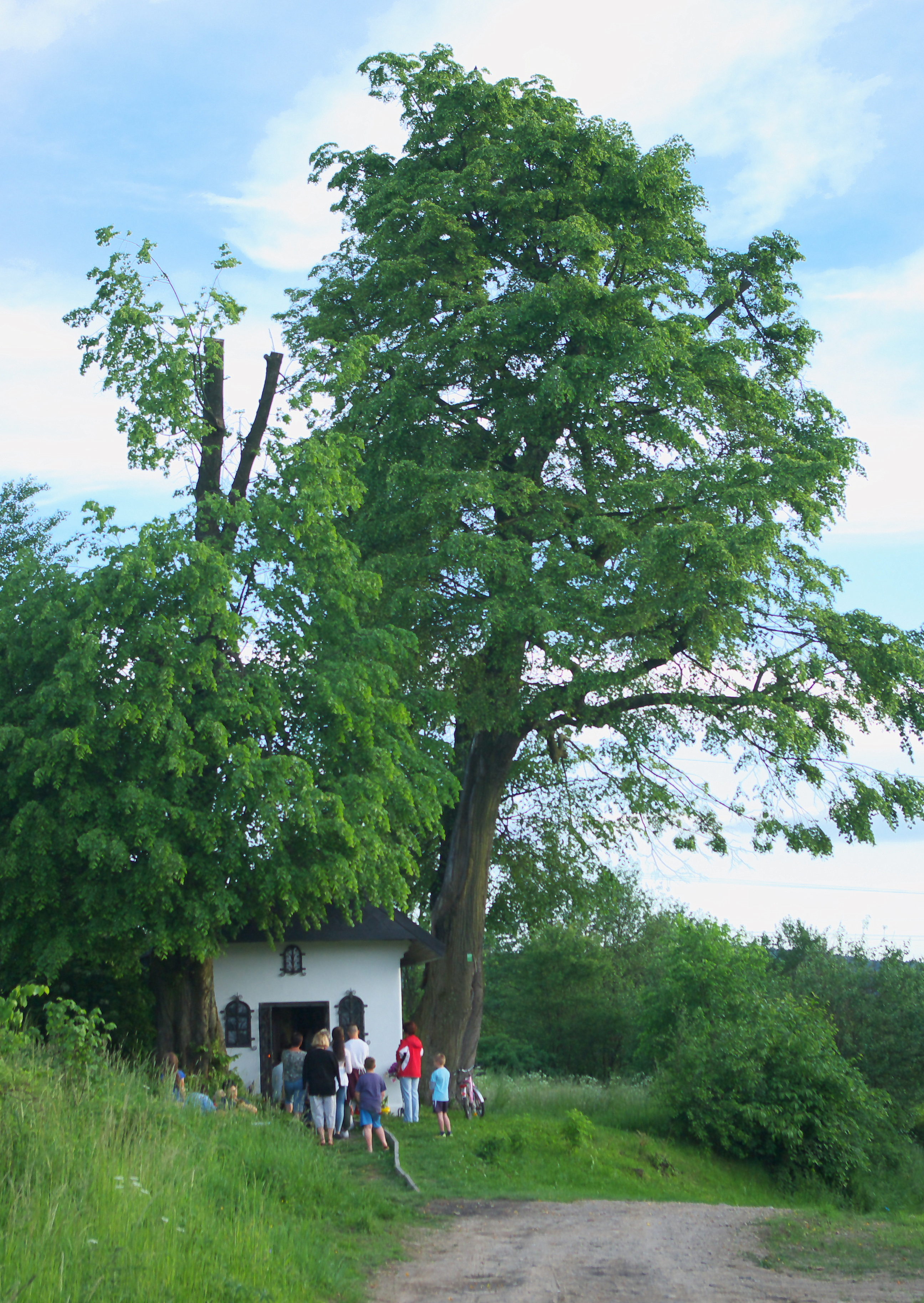
Tradycyjne nabożeństwo majowe przy kapliczce w Polsce (Sanok, 2016)

Nabożeństwo majowe (zwane potocznie majówką lub majowym) – katolickie nabożeństwo wieczorne odprawiane w maju w kościołach, oraz przy przydrożnych kapliczkach ku czci Matki Bożej, podczas którego odmawia się lub odśpiewuje Litanię Loretańską oraz modlitwę Pod Twoją Obronę.

## Historia
Nabożeństwo ku czci Matki Bożej znane było na Wschodzie już w V wieku. Wówczas w Egipcie Koptowie gromadzili się i śpiewali pieśni na cześć Maryi w miesiącu kiahc (co odpowiada grudniowi). W miesiącu tym na tamtym obszarze pod względem przyrodniczym jest wiosna. Chrześcijanie gromadzili się przy figurze Matki Bożej przystrojonej kwiatami codziennie przez cały miesiąc kihac. Nabożeństwo miało szczególny charakter w soboty. Było ono obowiązkowe dla tych wiernych, którzy nie brali w nim udziału w pozostałych dniach tygodnia.
W Kościele zachodnim w I tysiącleciu maj jako miesiąc Maryi święcono raczej sporadycznie. Dopiero na przełomie XIII i XIV w. powstał pomysł, aby miesiąc ten poświęcić Maryi. Pierwszym, który rzucił taką myśl, był król hiszpański Alfons X. Władca ów zapraszał do udziału w nabożeństwach majowych, sam często brał w nich udział i swoim poddanym zalecał gromadzenie się w porze wieczornej na modlitwy wokół figur Matki Bożej. Dominikanin bł. Heinrich Seuse, uczeń Jana Eckharta i przyjaciel Jana Taulera, znanych mistyków średniowiecza, wyznał, że jako chłopiec zbierał w maju kwiaty i niósł je do stóp Matki Bożej. Lubił pleść z kwiatów wieńce i kłaść je na głowę figur Bożej Rodzicielki. Matka Boża nagrodziła go za to wizją chwały, jaką odbiera od Aniołów.
W roku 1549 ukazała się w Niemczech książeczka pod tytułem Maj duchowy, gdzie po raz pierwszy maj został nazwany miesiącem Maryi. W żywocie św. Filipa Nereusza czytamy, że gromadził on dziatwę przy figurach i obrazach Matki Bożej, śpiewał z nimi pieśni, zbierał kwiaty i zachęcał do składania ku Jej czci kwiatów, duchowych ofiar i wyrzeczeń. Nowicjusze dominikańscy we Fiesole (w latach 1677–1709) w maju gromadzili się przed wizerunkiem Najświętszej Maryi i czcili ją muzyką, śpiewem i składaniem duchowych wyrzeczeń. Jednakże za autora właściwych nabożeństw majowych historycznie uważa się jezuitę, o. Ansolani (1713). On to w kaplicy królewskiej w Neapolu codziennie w maju urządzał koncert pieśni ku czci Bożej Matki, który kończył się błogosławieństwem Najświętszym Sakramentem.
W 1784 r. odbyło się pierwsze nabożeństwo majowe. Miało ono miejsce we włoskiej Ferrarze. Za największego apostoła nabożeństw majowych uważa się jezuitę, o. Muzzarelli. W roku 1787 wydał on broszurkę, w której propagował nabożeństwo majowe. Co więcej, rozesłał ją do wszystkich biskupów Italii. Sam w Rzymie zaprowadził to nabożeństwo w słynnym kościele zakonu Il Gesù, mimo że zakon wtedy formalnie już nie istniał, zniesiony przez papieża Klemensa XIV w roku 1773. Odprawiał on również nabożeństwo majowe w Paryżu, gdzie towarzyszył papieżowi Piusowi VII w podróży na koronację Napoleona Bonaparte. Pius VII nabożeństwo majowe obdarzył odpustami. Dalsze odpusty do nabożeństwa majowego – na które składa się Litania Loretańska do Najświętszej Maryi Panny, nauka kapłana oraz błogosławieństwo Najświętszym Sakramentem – przypisał w 1859 roku papież bł. Pius IX. W połowie XIX wieku nabożeństwo majowe przyjęło się w prawie wszystkich krajach.
Papież Paweł VI w encyklice Mense maio podkreślił, że miesiąc maj jest poświęcony Matce Bożej. W encyklice tej zauważył, że „z nadejściem miesiąca maja, który pobożność wiernych już od dawna poświęciła Maryi Bogurodzicy, a duch Nasz przepełnia się radością, dostrzegamy wzruszające widowisko wiary i miłości, jakie wkrótce przedstawi cała ziemia na cześć Królowej Niebios. W tym bowiem miesiącu chrześcijanie, i w świątyniach i w domach, składają Bogurodzicy Dziewicy z tradycji przejęte hołdy czci i miłości. A w zamian zazwyczaj w tym czasie spływają z tronu naszej Matki częstsze i obfitsze dary Bożego zmiłowania”.

## Nabożeństwo majowe w Kościele rzymskokatolickim w Polsce

### Rozwój nabożeństwa majowego w Polsce
W Polsce nabożeństwo majowe znane było już w XVIII wieku. Jednak rozkwit tego nabożeństwa przypada na pierwszą połowę XIX wieku. Za sprawą jezuity o. Franciszka Ksawerego Asuma nabożeństwo majowe odbyło się w Tarnopolu w 1827. Później zaczęto tę modlitwę praktykować we Lwowie (1832), w Nowym Sączu, Krakowie (najprawdopodobniej w 1849) oraz w Warszawie w kościele Św. Krzyża (1852) dzięki działalności misjonarzy. Nabożeństwo majowe stało się bardzo popularne i znane w Polsce w drugiej połowie XIX w. Przyczyniły się do tego decyzje podjęte w okresie od 1857 do 1864 przez władze wszystkich diecezji polecające duchowieństwu rozpropagowanie tego nabożeństwa. Od lat 70. XIX w. nabożeństwo majowe także było odprawiane przy przydrożnych kapliczkach.

### Piśmiennictwo poświęcone nabożeństwu majowemu
XIX wiek to również okres rozwoju piśmiennictwa poświęconego nabożeństwu majowemu. Broszury o nabożeństwie w latach 30. XIX w. wydali misjonarze w Warszawie (1837) oraz jezuita ks. Wincenty Buczyński we Lwowie (1839). Łącznie do 1902 istniało już ponad 160 opracowań o nabożeństwie majowym, a do 1927 – 180.
W XIX wieku o. jezuita Karol Antoniewicz w Galicji poezją szerzył cześć Królowej maja (m.in. Wianeczek majowy, Chwalcie łąki umajone).

## Nabożeństwo majowe w mariawityzmie
Nabożeństwa majowe odprawiane są także w Kościołach mariawickich, gdzie oprócz litanii loretańskiej i antyfony Pod Twoją Obronę odmawiana jest koronka do Matki Bożej Nieustającej Pomocy. Jeśli nabożeństwo odprawiane jest przez kapłana lub diakona w kościele lub kaplicy, towarzyszy mu wystawienie Przenajświętszego Sakramentu, udzielana jest wiernym Komunia święta, po której przewodniczący może wygłosić krótkie rozmyślanie o Matce Bożej lub przeczytać fragment Pisma Świętego czy też Dzieła Wielkiego Miłosierdzia. W Kościele Katolickim Mariawitów śpiewa się na zmianę litanię do Najświętszej Maryi Panny i litanię do Najświętszej Mateczki wraz ze stosownymi modlitwami.